# Силлано
Силлано (итал. Sillano) — коммуна в Италии, располагается в регионе Тоскана, в провинции Лукка.
Население составляет 732 человека (2008 г.), плотность населения составляет 12 чел./км². Занимает площадь 62 км². Почтовый индекс — 55030. Телефонный код — 0583.
Покровителем коммуны почитается святой апостол Варфоломей, празднование 24 августа.

## Демография
Динамика населения:

## Администрация коммуны
- Официальный сайт: https://web.archive.org/web/20081119152536/http://www.sillano.org/